# Sin documentos
Sin documentos es el segundo disco del grupo de rock hispano-argentino Los Rodríguez. Fue publicado en 1993 por la discográfica Gasa (Warner), con la producción de Nigel Walker y Los Rodríguez.
Incluye el icónico tema "Tú me estás atrapando otra vez", escrito 10 años antes por Ariel Rot, que trata de las adicciones.
La canción «Dulce condena», tercera pista del disco, fue el tema principal de la telenovela chilena Top secret (1994).
En el año 2013, se reeditó el álbum por su vigésimo aniversario. Los temas inéditos «Hablando solo» y «Cuando te has ido» aparecen en la Edición Aniversario.

## Lista de canciones
Todas las canciones escritas y compuestas por Andrés Calamaro, excepto donde se indique. 
| Sin Documentos |                                              |          |  |
| N.º            | Título                                       | Duración |  |
| 1.             | «Pequeño salto mortal» (Calamaro, Rot)       | 3:49     |  |
| 2.             | «Hasta que el sueño venga»                   | 3:57     |  |
| 3.             | «Dulce condena» (Calamaro, Rot)              | 4:41     |  |
| 4.             | «Sin documentos»                             | 4:47     |  |
| 5.             | «Na, na, na» (Rot)                           | 3:15     |  |
| 6.             | «7 segundos»                                 | 3:04     |  |
| 7.             | «Salud (Dinero y amor)»                      | 3:26     |  |
| 8.             | «Mi rock perdido»                            | 4:27     |  |
| 9.             | «Me estas atrapando otra vez» (Rot, Infante) | 5:15     |  |
| 10.            | «Mala suerte»                                | 3:45     |  |
| 11.            | «Algo se esta rompiendo»                     | 3:42     |  |
| 12.            | «Especies que desaparecen»                   | 4:51     |  |
| 13.            | «Hablando solo» (Rot)                        | 4:15     |  |
| 14.            | «Cuando te has ido» (Calamaro, Rot)          | 2:46     |  |

## Músicos
- Andrés Calamaro: voz principal y coros, sintetizador, acordeón, güiro, pandereta y toc-toc
- Ariel Rot: guitarra principal y coros.
- Julián Infante: guitarra rítmica y coros.
- Germán Vilella: batería y coros.
- Daniel Zamora: bajo